# Lepturodesmus meinerti
Lepturodesmus meinerti är en mångfotingart som beskrevs av Filippo Silvestri 1894. Lepturodesmus meinerti ingår i släktet Lepturodesmus och familjen Chelodesmidae. Inga underarter finns listade i Catalogue of Life.